# Samsung ZEQ 9000
Samsung ZEQ 9000 (mã hiệu: SM-Z9000 cho bản một SIM, và SM-Z9005 cho bản hai SIM, SC-03F cho nhà mạng NTT DoCoMo) là điện thoại thông minh Tizen sẽ được phát hành bởi Samsung. Nó được ra mắt tại MWC 2014.

## Thông số kĩ thuật đã biết
Màn hình 4,8 inch với độ phân giải WXGA (1280x768) và vi xử lý 2,3 GHz lõi tứ Snapdragon 800.